# Gunsmith Cats
Gunsmith Cats (ガンスミスキャッツ lit. Gatas Armeras?) es una serie de manga escrita por Ken'ichi Sonoda y spin-off de la obra Riding Bean. Este ha sido adaptado a una serie en formato OVA de tres capítulos y, posteriormente, a una nueva serie de manga.

## Argumento
Rally Vincent, experta en armas, y May "Minnie" Hopkins, experta en explosivos, tienen una tienda de venta y reparación de armas. Sin embargo, por sus habilidades son contratadas como cazarrecompensas para resolver casos en su ciudad, Chicago.

### Personajes
- Irene "Rally" Vincent  (アイリーン・ラリー・ビンセント Airīn Rarī Binsento?)
- May "Minnie" Hopkins (ミニー・メイ・ホプキンズ  Minī Mei Hopukinzu?)
- Bean Bandit
- Becky Farrah
- Ken Takizawa
- Misty Brown
- Roy Coleman
- Riff-Raff

## Contenido de la Obra

### Manga
Ha sido publicado en la revista Afternoon de la editorial Kōdansha entre diciembre de 1990 y abril de 1997. La entrega constó de 8 volúmenes. En España, fue publicado por la editorial Planeta DeAgostini, y, en México, por el Grupo Editorial Vid.

#### Publicaciones
| Volumen                 | Fecha de publicación en Japón | Fecha de publicación en México |
| ----------------------- | ----------------------------- | ------------------------------ |
| 01: Bonnie and Clyde    | 16 de diciembre de 1991       | 10 de octubre de 2002          |
| 02: Misfire             | 22 de septiembre de 1992      | 24 de octubre de 2002          |
| 03: The Return of Gray  | 23 de abril de 1993           | 7 de noviembre de 2002         |
| 04: Goldie versus Misty | 22 de enero de 1994           | 21 de noviembre de 2002        |
| 05: Bad Trip            | 23 de febrero de 1995         | 5 de diciembre de 2002         |
| 06: Bean Bandit         | 22 de noviembre de 1995       | 19 de diciembre de 2002        |
| 07: Kidnapped           | 23 de octubre de 1996         | 8 de enero de 2003             |
| 08: Mister V            | 23 de julio de 1997           | 23 de enero de 2003            |

### OVA
En noviembre de 1995 comenzaron a publicarse animaciones originales en formato OVA. Fueron producidas por el estudio Oriental Light and Magic y contaron con un total de tres episodios. Para los países de habla hispana, los OVAs fueron transmitidos por el extinto canal Locomotion. El doblaje estuvo a cargo de María Fernanda Morales.
Para países de habla inglesa han sido distribuidos por ADV Films (Reino Unido) y Madman Entertainment (Australia), y transmitidos por Encore Action y Anime Network. En Francia, el formato fue distribuido por Kazé, doblado por el Studio Chinkel, y transmitido por Mangas. En Alemania, fue distribuido por ACOG y OVA Films. En Filipinas, fue televisado por GMA Network. Por último, en Brasil, el doblaje de los episodios estuvo a cargo de Master Sound.

#### Equipo de Producción
- Director: Takeshi Mori
- Director de Episodios: Kazuya Murata
- Música: Peter Erskine
- Diseño de personajes: Ken'ichi Sonoda y Norihiro Matsubara
- Director de Arte: Kazuo Nagai
- Director de Animación: Norihiro Matsubara
- Diseño Mecánico: Kōji Sugiura
- Productor Ejecutivo: Teruo Miyahara
- Productores: Hirō Takimoto, Toshiaki Okuno, Umeo Itō y Yoshimasa Mizuo

#### Episodios
| # | Título            | Fecha de Emisión Japón  |
| --- | ----------------- | ----------------------- |
| |                   |                         |
| 1 | «Neutral Zone»    | 1 de noviembre de 1995  |
| Rally, May y Becky son contratadas por el ATF para investigar acerca del tráfico de armas liderado por Jonathan Washington. |                   |                         |
| 2 | «Swing High!»     | 1 de abril de 1995      |
| La asesina serial rusa Natasha Rednov asesina a Jonathan Washington. Luego, las Gunsmith Cats se cruzan con ella.           |                   |                         |
| 3 | «High Speed Edge» | 1 de septiembre de 1996 |
| Bill Collins descubre las conexiones entre Rednov, Black y Hanks. Mientras tanto, la asesina rusa planea vengarse de Rally. |                   |                         |

#### Reparto
| Personaje             | Seiyū Original (Japón) | Actor de Voz (México)  |
| --------------------- | ---------------------- | ---------------------- |
| Rally Vincent         | Michiko Neya           | Elsa Covián            |
| May Hopkins           | Kae Araki              | Cynthia Chong          |
| Becky Farrah          | Aya Hisakawa           | Norma Iturbe           |
| Bill Collins          | Hōchū Ōtsuka           | Enrique Mederos        |
| Jonathan Washington   | Michihiro Ikemizu      | Roberto Molina         |
| Natasha Radinov       | Yōko Sōmi              | Maru Guerrero          |
| George Black          | Daisuke Gōri           | Jesse Conde            |
| Senador Edward Haints | Seizō Katō             | Martín Soto            |
| Roy Coleman           | Ikuya Sawaki           | Herman López           |
| Cathy                 | Akiko Hiramatsu        | María Fernanda Morales |

#### Banda sonora
- Opening: Gunsmith Cats Theme por Peter Erskine.
- Ending: Gunsmith Cats ending theme por Peter Erskine.

### Manga: Gunsmith Cats Burst
Gunsmith Cats Burst (ガンスミスキャッツ・バースト lit. Ráfaga de Gatas Armeras?) es la continuación del manga original escrita por Ken'ichi Sonoda entre los años 2004 y 2008. La obra ha sido publicada en la revista Afternoon de la editorial Kōdansha. La entrega constó de 5 volúmenes. En Estados Unidos fue licenciado por Dark Horse Comics y traducido por Studio Cutie. En Francia fue publicado por Glénat Editions.

#### Publicaciones
| Volumen | Fecha de publicación en Japón | Fecha de publicación en Francia |
| ------- | ----------------------------- | ------------------------------- |
| 01      | 23 de junio de 2005           | 21 de febrero de 2007           |
| 02      | 22 de noviembre de 2005       | 18 de abril de 2007             |
| 03      | 22 de septiembre de 2006      | 11 de julio de 2007             |
| 04      | 23 de octubre de 2007         | 20 de agosto de 2008            |
| 05      | 21 de noviembre de 2008       | 20 de julio de 2011             |